# اسفنکتر خارجی مقعد
اسفنکتر خارجی مقعد یا بنداره بیرونی مقعد (انگلیسی: External anal sphincter) ماهیچه‌ای اسکلتی(مخطط) است که کار بستن مقعد را برعهده دارد.
خاستگاه آن نوک دنبالچه و رباط مقعدی‌دنبالچه‌ای و پیوندگاه آن مرکز وتری میاندوراه (پرینه) است.عصب‌گیری اسفنکتر خارجی مقعد از عصب راست‌روده‌ای پایینی، و شاخه میان‌دوراهی (پرینئال) عصب خاجی (ساکرال) چهارم است.
همانطور که میدانید این اسنفکتر از جنس ماهیچه اسکلتی(مخطط بدون انشعاب) است و یک نوع ماهیچه حلقوی است.
عملکرد این ماهیچه حلقوی به صورت ارادی و غیرارادی است یعنی :تحت کنترل قشر مغز(بخش کورتکس مخ) است.